# MTV Unplugged (álbum de Los Fabulosos Cadillacs)
Los Fabulosos Cadillacs MTV Unplugged es un álbum en vivo no oficial de la banda argentina Los Fabulosos Cadillacs. fue grabado el 5 de mayo de 1994 en los Estudios de MTV en Miami, Florida, convirtiéndose así en la primera banda argentina y primera de habla hispana en grabar un  MTV Unplugged. (aunque en realidad no fue Unplugged, pues fue grabado con instrumentos eléctricos).
Aunque este álbum no se editó oficialmente, existe un registro del tema «Matador» en el álbum Lo mejor de MTV Unplugged, correspondiente a la presentación bajo este formato.

## Lista de canciones
1. Manuel Santillán, El León
2. Siguiendo la luna
3. Desapariciones
4. Medley: El genio del Dub / Radio Kriminal
5. El satánico Dr. Cadillac
6. Quinto centenario
7. Matador